# Прис-Марс, Жан
Жан Прис-Марс (фр. Jean Price-Mars; 15 октября 1876, Гранд-Ривьер-дю-Нор — 2 марта 1969, Петьонвиль) — гаитянский писатель

, врач, этнограф, педагог, философ, публицист, государственный, общественный и политический деятель, дипломат.
Государственный секретарь по иностранным делам, культам и национальному образованию Республики Гаити (1946—1947, 1956—1957), министр иностранных дел Гаити (1946).

## Биография
Родился в Северном департаменте Гаити. После ранней смерти матери воспитывался бабушкой и отцом в атмосфере религиозной терпимости. В детстве отец привил ему любовь и уважение к местной культуре, познакомив его с гаитянским фольклором. После окончания средней школы в Кап-Аитьене и лицея Петиона в Порт-о-Пренсе он в 1899 году получил грант для учёбы в Париже, где изучал медицину. Слушал лекции по гуманитарныхм и социальным наукам в Сорбонне, Коллеже де Франс и Этнографическом музее Трокадеро.
Позже стал редактором Annales de médecine haïtienne.
Вернувшись в Гаити, занимался дипломатической деятельностью, представлял интересы страны в Европе и Соединенных Штатах. Работал секретарём посольства в Берлине, представителем Гаити на Всемирной выставке в Сент-Луисе в 1904 году, поверенным в делах в Вашингтоне (1908—1911), полномочным министром в Париже (1915—1916), послом в Санто-Доминго (Доминиканская Республика) и Организации Объединенных Наций.
В 1946 году занимал пост министра иностранных дел Гаити.
С 1905 по 1908 год — депутат Национального собрания Гаити, сенатор (1930—1935 и 1941—1946). Генеральный инспектор общественного образования с 1912 по 1915 год.
Ж. Прис-Марс признан одним из самых видных гаитянских этноантропологов, сыгравших ведущую роль в развитии гуманитарных и социальных наук на Гаити. Создание в 1941 году Института этнологии считается одним из его главных достижений, поскольку исследовательский центр подготовил многих гаитянских антропологов и продемонстрировал «деколонизацию антропологических знаний». Ж. Прис-Марс стал примером и источником вдохновения для африканской элиты и диаспоры в их стремлении к идентичности и либерализации.
Будучи горячим защитником «Вуду», он решительно выступал за её признание в качестве религии как таковой и основы гаитянской культуры. Он также активно боролся за всеобщее образование, так как считал, что образование — единственный путь к цивилизации. Сыграл большую роль в развитии Негритюд, культурно-философской и идейно-политической доктрины, теоретическую базу которой составляет концепция самобытности, самоценности и самодостаточности негроидной расы, что вызвало возрождение африканского культурного национализма.
В 1956 году он был единогласно избран президентом Первого конгресса чернокожих писателей и художников.
Прис-Марс известен как плодовитый писатель, он автор более ста книг, статей и выступлений в области антропологии, истории, педагогики, политики и литературы. Его оригинальная работа «Так говорил дядя» была опубликована и переведена на несколько языков. В этой книге он исследовал «основы как истории, так и фольклора гаитянской культуры». Эта книга была написана во время американской оккупации (1915—1934) в надежде поддержать «гаитянский культурный национализм» против оккупанта.
Он был деканом Государственного университета Гаити, позже названного его именем.

## Избранные произведения
- La Vocation de l'élite (1919)
- Ainsi Parla l’Oncle: Essais D’Ethnographie (1928)
- Formation ethnique, folklore et culture du peuple haitien (1939)
- La République d’Haïti et la République Dominicaine (1953)
- De Saint-Domingue à Haïti. Essai sur la Culture, les Arts et la Littérature (1959)
- Le bilan des études ethnologiques en Haïti et le cycle du Négre (1954)
- Silhouettes de nègres et de négrophiles (1960)
- De la préhistoire d’Afrique à l’histoire d’Haïti (1962)